# Podenco canario
Il podenco canario è una razza di cani tipo podenco Spagnola autoctona delle isole Canarie; essa viene comunemente impiegata nella caccia dei conigli sui terreni impervi e sassosi tipici di queste isole vulcaniche, grazie soprattutto al fine olfatto e all'ottima vista di questa antica razza.
La razza è anche nota con i nomi di: Canary Islands Hound, Canarian Warren Hound, chien de garenne des Canaries, Kanarischer Podenco.

## Storia
Il podengo canario è ben conosciuto nelle isole Canarie dove si è originata ed in ognuna delle isole è presente in gran numero, soprattutto nelle due maggiori: Tenerife e Gran Canaria.
È una razza molto antica, di tipo primitivo, che viene fatta risalire all'antico cane rappresentato nelle tombe egizie del 3.400 a.C.
Non è chiaro se questa razza e le sue simili: il cirneco dell'Etna, il podenco ibicenco, il podenco portoghese e il cane dei Faraoni si siano sviluppate da un unico ancestrale ceppo direttamente dal cane dei faraoni o cane di Tesem; oppure per una convergenza funzionale, di adattamento biologico, si siano sviluppate in modo molto simile viste anche le richieste lavorative ed ambientali comuni. Le due teorie sono ugualmente accreditate e verosimili.
Certamente il podenco canario è una delle razze più antiche esistenti, anche se non è detto che la caratteristica morfologia di levriero e le orecchie dritte siano da ricondurre automaticamente all'antico cane dei faraoni egizi.

## Descrizione
Il podengo canario è un cane di taglia media, leggermente allungato, leptosomatico, leggero, altamente resistente. Lo scheletro è ben sviluppato. La mancanza di tessuto adiposo può fare apprezzare il rilievo della gabbia toracica, della colonna vertebrale e delle ossa dell'anca. La muscolatura è ben evidente.
Il pelo è corto, liscio e lucido, di colore preferibilmente rosso e bianco, il rosso può essere più o meno intenso, passando dall'arancione al rosso scuro (mogano). Tutte le combinazioni di questi colori sono ammesse.
La testa ha un muso più lungo del cranio e presenta uno stop leggero. Gli occhi sono di colore ambra o più scuri, e le orecchie lunghe sottili ed erette; la coda lunga e a forma di frusta non è mai arrotolata.

## Temperamento
Si usa per la caccia ai conigli ed è perfettamente adatto a questo scopo, utilizza il suo prodigioso senso dell'olfatto e della vista e dell'udito per superare le molte variazioni del terreno. Resiste a temperature elevate e riesce a cacciare dall'alba al tramonto senza sosta. Con il naso o l'orecchio riesce a rilevare la presenza dei conigli all'interno di fessure o nei muri in pietra, nei canaloni vulcanici e nei cespugli spinosi.
La sua sopravvivenza nel corso dei secoli è dovuta certamente alle sue abilità venatorie. È soprattutto un cane da pista (fiuto) che non abbaia. Inoltre, viene utilizzato con l'aiuto di furetti nella caccia ai conigli, modalità tipica delle isole Canarie e della Sicilia ove opera il suo omologo cirneco dell'Etna.
Egli prende di solito i conigli in bocca, riportandoli al suo padrone.
Ha un carattere coraggioso, nevrile, molto dinamico. Ha un portamento nobile e non è mai aggressivo. Notevolissima l'abnegazione al suo padrone. Sopporta stoicamente le giornate di caccia più pesanti, senza fatica.

## Standard
Appartiene secondo la FCI al Gruppo V. Spitz e tipo primitivo. Sezione 7 tipo primitivo, cani da caccia. Lo standard della FCI è stato creato il: 24/06/87, sono ammesse le prove CACIB ma non la prova di lavoro.